# مدرسه ترکها
مدرسه ترکها مربوط به دوره صفوی است و در اصفهان، محله درب کوشک، خیابان مسجد سید، خیابان طیب واقع شده و این اثر در تاریخ ۱۲ مهر ۱۳۷۷ با شمارهٔ ثبت ۲۱۲۲ به‌عنوان یکی از آثار ملی ایران به ثبت رسیده‌است.